# Mette Edvardsen
Mette Edvardsen (1970, Lørenskog) is een choreografe, danseres en performancekunstenares uit Noorwegen.

## Samenwerking met les ballets C de la B
Sinds 1996 heeft Mette Edvardsen haar thuisbasis in Brussel, waar ze als danseres en performer begon te werken voor de choreografen Hans Van den Broeck (1996-2000) en Christine De Smedt (2000-2005) toen die nog verbonden waren aan les ballets C de la B. Ze stond op de scene in (They feed we) Eat, eat, eat (Hans Van den Broeck / les ballets C de la B, 1996), Au Progrès (Hans Van den Broeck / les ballets C de la B, 1997), La sortie (Hans Van den Broeck / les ballets C de la B, 1999) en 9 X 9 (Christine De Smedt / les ballets C de la B, 2000). Ook assisteerde ze regisseur / choreograaf Hans Van den Broeck bij Lac des singes  (Hans Van den Broeck / les ballets C de la B, 2001). Die producties toerden internationaal. Ze werkte verder ook mee aan 1-2-3 / Propositions (2005) van les ballets C de la B.

## Eigen artistiek werk
Sinds 2002 ontwikkelt Mette Edvardsen haar eigen werk. Hoewel sommige van haar werken andere media of formats - zoals video's, boeken en teksten - verkennen, gaat haar interesse steeds uit naar hun relatie tot de podiumkunsten. Wat het gekozen medium ook is, ze onderzoekt altijd de grenzen van taal, tijd en ruimte. Haar eerste productie, Private collection (Mette Edvardsen, 2002), was een productie over hoe we de dingen organiseren door ze te verzamelen en te ordenen. Ze speelde met aan- en afwezigheid, transformatie en verdwijning. 
In de latere trilogie Black (Mette Edvardsen, 2011), No Title (Mette Edvardsen, 2014) en We to be (Mette Edvardsen, 2015) verschoof de aandacht van objecten naar taal, waarvan ze de mogelijkheden en beperkingen verkende in de werkelijke ruimte. Ze keek naar wat er niet is om gedachten en fantasieën in gang te zetten. Tijdens het schrijfproces groeide de belangstelling voor het spelen met de nabijheid van het publiek. In oslo (2017), een solo en anagram, gaat ze verder op het ingeslagen pad. In die productie staat niet enkel de uitvoerder op het podium centraal; de tekst van oslo betrekt de hele theaterruimte.
De producties van Mette Edvardsen opereren, volgens onderzoeker en dramaturg Jonas Rutgeerts, "in een tussentijd en een tussenruimte. Ze spelen zich af in het interval, in de witruimte die ontstaat tussen twee woorden (Black (Mette Edvardsen, 2011)), tussen een performance en een score (Opening (Mette Edvardsen, 2005)), tussen een boek en een luisteraar (Time has fallen asleep in the afternoon sunshine (Mette Edvardsen, 2010)), tussen een live en een opgenomen actie (Time will show (Mette Edvardsen, 2004), coffee & cigarette (Mette Edvardsen, 2006 en 2008))."
Edvardsen hanteert in haar werk herhaling als een strategie, als een manier om dingen zichtbaar te maken, ze te activeren. Ze is eerder geïnteresseerd in de interesse van het publiek in de dingen, dan in de dingen zelf. Ze is ook geïnteresseerd in hoe situaties sporen achterlaten in het geheugen, en hoe het geheugen een actief onderdeel wordt van het lezen van iets. Haar werk is tegelijk diepzinnig en geestig, sober en rijk aan details. Door een speelse benadering met betrekking tot ideeën en referenties te hanteren, onderzoekt Mette Edvardsen hoe taal gebruikt kan worden om beelden te vormen in het hoofd van het publiek.
Mette Edvardsen speelt haar voorstellingen wereldwijd. Een retrospectief overzicht van haar werk werd in 2015 gepresenteerd in het Black Box Teater in Oslo. Met haar boek every now and then (Mette Edvardsen, 2009) was ze laureaat van de Prix Fernand Baudin 2009, een prijs die door een gespecialiseerde jury werd toegekend aan boeken uit het Brussels Hoofdstedelijk Gewest en Wallonië die getuigen van een grote kwaliteit, zowel wat concept als uitvoering betreft. In 2013 was ze vervolgens zelf voorzitster van de jury die de Prix Fernand Baudin uitreikte, en was ze samen met grafisch ontwerper Joris Kritis verantwoordelijk voor de catalogus die dat jaar naar aanleiding van de prijsuitreiking verscheen. In 2016 kreeg Mette Edvardsen voor haar project We to be (Mette Edvardsen, 2015) de Noorse Ibsen Award, een prestigieuze prijs die sinds 1986 door de gemeente Skien (de geboorteplek van toneelschrijver Henrik Ibsen) jaarlijks wordt toegekend aan een Noorse theaterauteur.

## Manyone en Athome
In 2013 creëerde Mette Edvardsen, samen met de kunstenaars Sarah Vanhee, Alma Söderberg en Juan Dominguez, Manyone, een ondersteunende structuur die hen helpt hun werk zowel duurzaam als op maat van ieders individuele praktijk te organiseren. De organisatie is ontstaan uit een gevoel van solidariteit en de wens om zich te verbinden en elkaar als kunstenaars te ondersteunen. Het is geen label, maar een samenwerkingsstructuur die de individuele autonomie van de vier betrokken kunstenaars respecteert. Ze ontwikkelen en financieren hun werk onafhankelijk van elkaar. Manyone ontvangt structurele werkingsmiddelen van de Vlaamse overheid op basis van het Kunstendecreet. Naast Manyone heeft Mette Edvardsen ook een eigen structuur voor de productie van haar werk: Athome.

## Andere samenwerkingen
In 2002-2003 maakte Mette Edvardsen in samenwerking met Heine Røsdal Avdal, Liv Hanne Haugen en Lawrence Malstaf de productie Sauna in Exile, een performance/installatie die vertrekt van het clichébeeld van de Noorse identiteit: de sauna. Met Heine Røsdal Avdal werkte ze in 2008 opnieuw samen als performer in you are here (Heine Røsdal Avdal, Christoph De Boeck en Yukiko Shinozaki / deepblue, 2008). In 2003 danste ze in Common senses van de Zwitserse maar in Brussel verblijvende choreograaf Thomas Hauert die onderdeel is van de productie 5 (Thomas Hauert, Mark Lorimer, Sarah Ludi, Samantha van Wissen en Mat Voorter / ZOO, 2003). In 2004 werkte ze als danseres / choreografe samen met haar collega's Christine De Smedt en Mårten Spångberg aan Schreibstück - 11. Version Christine De Smedt, Gent (BE), een opvoering van een danspartituur in extenso van de Duitse choreograaf Thomas Lehmen (2002-2004). Met Christine De Smedt werkte Mette Edvardsen in 2010 opnieuw samen toen ze de massachoreografie The Long Piece (Christine De Smedt en Mette Edvardsen, 2010) creëerden voor de tweede editie van het Oostendse festival Dansand!. Met Mårten Spångberg werkte ze in 2017 opnieuw samen als danseres in diens productie Gerhard Richter, une pièce pour le théâtre (Mårten Spångberg, 2017) voor het Brusselse Kunstenfestivaldesarts.
In 2004 werkte Mette Edvardsen als danseres ook mee aan Act 1 PRELUDE uit The Invisible Dances A Theatre work (2004 - 2006) van Bock & Vincenzi. In 2005 was ze te zien in DOCUMENT 4 (Lynda Gaudreau, 2005) en Music and Words on the DOCUMENT 4 Project (2005) van de Canadese choreografe Lynda Gaudreau. Met de Australische kunstenaar Paul Gazzola, met wie ze reeds samenwerkte aan La sortie (Hans Van den Broeck / les ballets C de la B, 1999), maakte ze in 2008 de productie Easy Pieces (Mette Evardsen en Paul Gazzola, 2008) voor de eerste editie van het festival Dansand!. Ze begeleidde als bewegingscoach in 2011 Joanna Bailie en Christoph Ragg bij de creatie van C.O. JOURNEY #2. In 2012 werkte ze ook samen met beeldend kunstenares Manon de Boer. Een van de drie delen van haar video one, two, many (Manon de Boer, 2012) is een gesproken monoloog van Mette Edvardsen. Een jaar later werkte ze als performer mee aan de productie This place (Marcos Simoes en Sara Manente, 2013). In 2014 nam ze samen met de theoretica en podiumkunstenares Bojana Cvejic deel aan de zesde aflevering van Bauer Hour, een maandelijks evenement ('talk show, variety show, shit show, parlor show and cabaret show') van de Amerikaanse choreografe / danseres Eleanor Bauer in het Brusselse Kaaitheater.

## Werk als onderzoekster en docente
Mette Edvardsen is als onderzoekster verbonden aan de Kunsthøgskolen i Oslo, de nationale kunstacademie van Oslo. Ze geeft ook regelmatig workshops, lezingen en presentaties over haar werk, o.a. aan de Jan van Eyck Academie, Maastricht (2009), de Kunstakademiet i Tromsø (2010), P.A.R.T.S. (2010), Sint-Lucasschool, Gent (2011), eXplore dance festival, Boekarest (2014), Reykjavik Dance Festival 2015 en het Kunstenfestivaldesarts (2017). In 2016 nam ze in het Brusselse Kaaitheater ook deel aan The Permeable Stage, een 10 uur-durend onderzoeksproject van choreografe / danseres Mette Ingvartsen.

## Producties
Eigen werk:
- Private collection (Mette Edvardsen, 2002)
- Stills (Mette Edvardsen, 2002)
- Light Shade Shade (Mette Edvardsen, 2004)[34][35]
- Time will show (detail) (Mette Edvardsen, 2004)
- Opening (Mette Edvardsen, 2005/2006)
- Opening (the text) (Mette Edvardsen, 2006)
- The way/ you move (Mette Edvardsen, 2006)
- coffee & cigarette (Mette Edvardsen, 2006-2008)
- or else nobody will know (Mette Edvardsen, 2007)
- Artist in Residence (Mette Edvardsen en Heiko Gölzer, 2007)
- Faits divers (Mette Edvardsen, 2008)
- Easy Pieces (Mette Edvardsenen Paul Gazzola, 2008)
- every now and then (Mette Edvardsen, 2009)
- Time has fallen asleep in the afternoon sunshine (Mette Edvardsen, 2010)
- The Long Piece (Mette Edvardsen en Christine De Smedt, 2010)
- Black (Mette Edvardsen, 2011)
- No Title (Mette Edvardsen, 2014)
- We to be (Mette Edvardsen, 2015)
- I can't quite place it (Mette Edvardsen, 2015)
- oslo (Mette Edvardsen, 2017)

Met anderen:
- (They feed we) Eat, eat, eat (Hans Van den Broeck / les ballets C de la B, 1996)
- Au Progrès (Hans Van den Broeck / les ballets C de la B, 1997)
- La sortie (Hans Van den Broeck / les ballets C de la B, 1999)
- Lac des singes  (Hans Van den Broeck / les ballets C de la B, 2001)
- 9 X 9 (Christine De Smedt / les ballets C de la B, 2000)
- 5 (Mark Lorimer Samantha van Wissen Mat Voorter Thomas Hauert / ZOO, 2003)
- Schreibstück - 11. Version Christine De Smedt, Gent (BE) (Thomas Lehmen, 2002-2004)
- The Invisible Dances A Theatre work (Bock & Vincenzi, 2004 - 2006)
- Document 4 (Lynda Gaudreau / Compagnie De Brune, 2005)
- Music and Words on the DOCUMENT 4 Project (Lynda Gaudreau / Compagnie De Brune, 2005)
- you are here (Heine Røsdal Avdal, Christoph De Boeck en Yukiko Shinozaki / deepblue, 2008)
- one, two, many (Manon de Boer, 2012)
- This Place (Sara Manente en Marcos Simoes, 2013)
- Bauer Hour #6 (Eleanor Bauer / Good Move, 2014)
- Gerhard Richter, une pièce pour le théâtre (Mårten Spångberg, 2017)